# 科格勒貝格山
47°57′07″N 13°19′50″E / 47.951901°N 13.330418°E
科格勒貝格山（德語：Kogler Berg），是奧地利的山峰，位於該國北部，由上奧地利州負責管轄，屬於薩爾茲卡默古特山脈的一部分，處於伊爾湖畔上霍芬附近，海拔高度819米。